# Gus Arnheim
Gus Arnheim (4 de septiembre de 1897-19 de enero de 1955) fue un popular líder de banda estadounidense, notorio por la composición de canciones de éxito, siendo la primera de ellas "I Cried for You" (1923). Su mayor fama la consiguió en las décadas de 1920 y 1930 y, además de su actividad musical, también hizo pequeñas actuaciones para el cine.

## Biografía
Nacido en Filadelfia, Pensilvania, en 1919 tocaba el piano en el local Sunset Inn de Santa Mónica (California) junto a otros dos futuros famosos líderes de banda, Abe Lyman, que tocaba la batería, y Henry Halstead, que tocaba el violín.
En 1930 y 1931 Arnheim tenía un compromiso laboral con el local Cocoanut Grove del Hotel Ambassador, en Los Ángeles. Cuando Paul Whiteman terminó de rodar The King of Jazz para Universal Studios, el trío vocal The Rhythm Boys, formado por Bing Crosby, Harry Barris y Al Rinker, decidió quedarse en California y trabajar con la banda de Arnheim. Aunque los Rhythm Boys solo grabaron una canción con Arnheim, "Them There Eyes", que fue la última que grabaron los tres, la orquesta de Arnheim dio cobertura musical a Crosby en diferentes canciones editadas por Victor Records en 1931. La popularidad de esas canciones, así como las emisiones radiofónicas con la música de Arnheim acompañando a Crosby, fueron elementos clave en el inicio de la fama de Crosby como crooner.
Entre 1930 y 1931, algunos destacados artistas trabajaron con la orquesta de Arnheim, entre ellos:   
- Fred MacMurray tocó el clarinete y el saxofón tenor en 1930-31 y cantó en una grabación ("All I Want Is Just One")
- Russ Columbo tocó el violín en 1930 y cantó en "A Peach Of A Pair".
- El futuro y famoso líder de banda Jimmie Grier fue arreglista de la orquesta en esa época.
- Eddie Cantor y Joan Crawford grabaron cada uno una canción para Arnheim el 23 de julio de 1931, aunque el tema de Crawford, "How Long Will It Last?", no llegó a editarse.

Gus Arnheim falleció a causa de un infarto agudo de miocardio en Los Ángeles, California, el 19 de enero de 1955. Fue enterrado en el cementerio Hollywood Forever de Los Ángeles.